# 幌内炭鉱
幌内炭鉱（ほろないたんこう）とは、北海道三笠市（開山当時は幌内村）に存在した炭鉱。石狩炭田のひとつである。明治期の近代化から太平洋戦争後の復興期まで、縁の下で日本を支えた歴史的に重要な炭鉱の一つである。
独立系の炭鉱会社も数社が開発を手がけたが、開発の主力を担ったのは北海道炭礦汽船（北炭）であった。北炭の本鉱の立坑は、海面下1,000mを越える日本最大規模となった。1975年に大規模なガス突出事故があり13名の犠牲者をだした。事故後採鉱を再開し、最終的に北炭の生産量は100万トンを越えた。採掘された石炭は幌内から三笠を結ぶ幌内鉄道（後に鉄道国有化）で搬出され、最終的に小樽港や室蘭港から積み出された。
閉山後、多くの遺構が解体処分されたが、2018年現在は、三笠ジオパークの1つとして整備されている箇所もある。 文化庁の日本遺産『本邦国策を北海道に観よ！ ～北の産業革命「炭鉄港」～』に指定されている。

## 構造

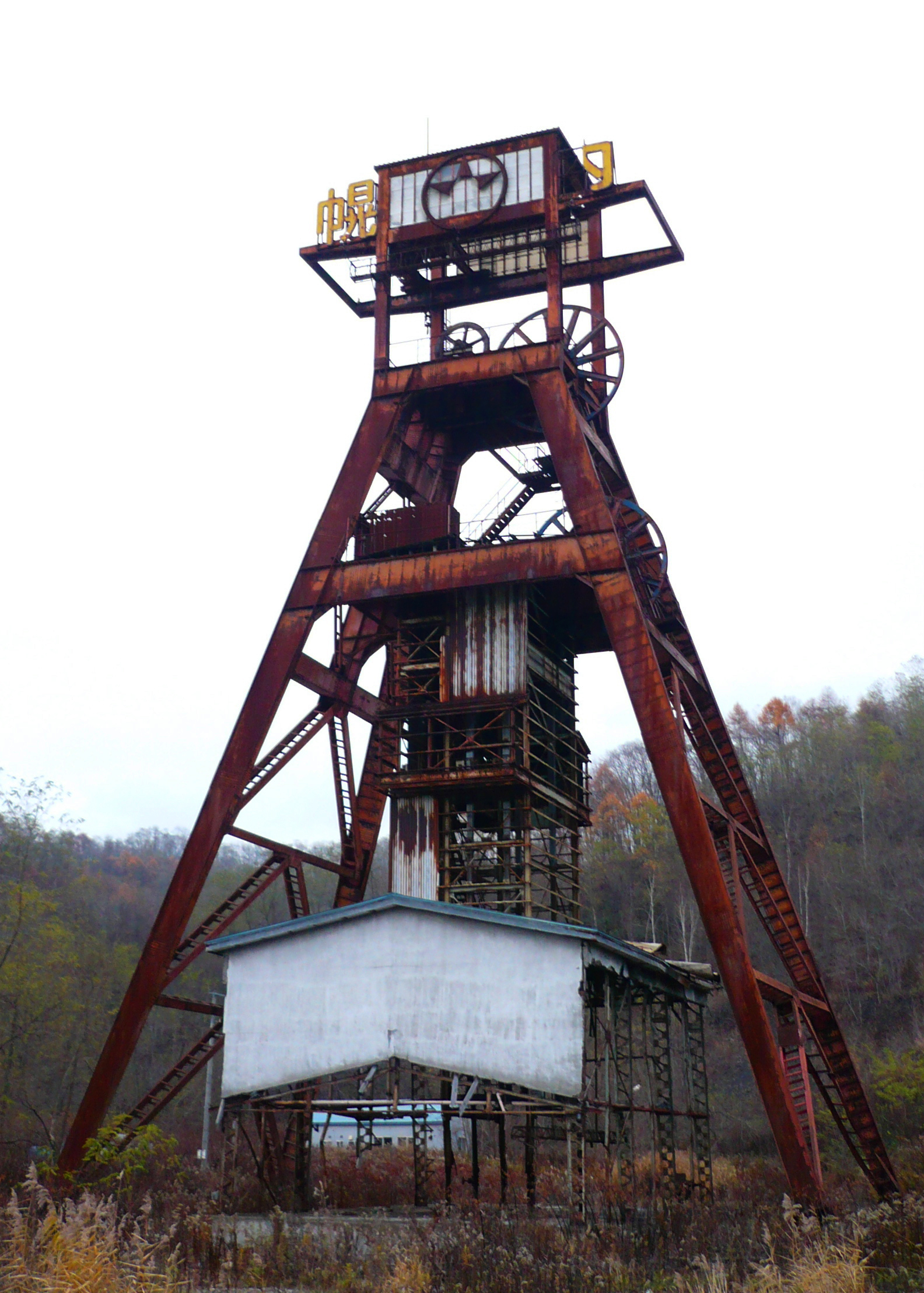
1966年に開坑した「幌内立坑」

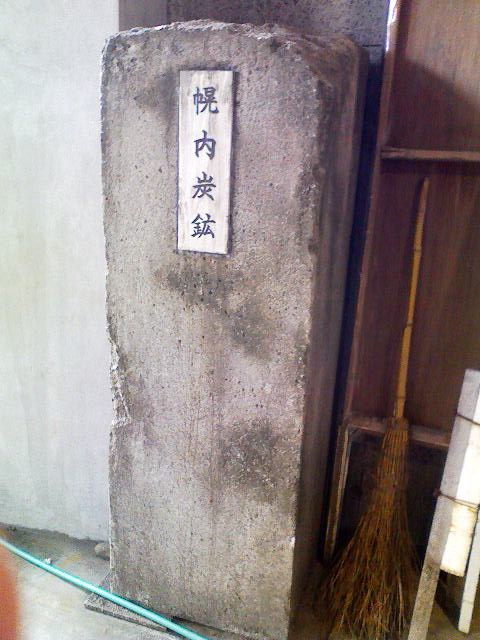
幌内炭鉱門柱

1879年（明治12年）、最初の坑道となる「大坑道」と称する基幹的な坑道が開削され、のちに「音羽坑」と呼ばれるようになった。
炭鉱内は0片から7片までの坑道で構成されていた。0片坑道（地下520m）、2片坑道（地下650m）は比較的鉱区は狭いが、3片（地下720m）、4片（地下790m）、5片（地下860m）は広大な鉱区を有し、同鉱山の主要部分であった。6片と7片坑道はまた採掘が進んでおらず、鉱区が狭かった。最深部の7片で採掘された石炭は、中央運搬斜坑と中央ベルト斜坑によって5片坑道まで上げられ、ついで中央斜坑によって2片坑道まで上げられた。2片坑道からは、1952年（昭和27年）に完成したベルト二斜坑で地下135mまで運ばれ、その後ベルト一斜坑で標高95mの常磐坑口（1938年掘削）にある選炭場まで運ばれた。人員や機材は、1966年に造られた幌内立坑櫓（2段式ケージ、50人乗降）が使用された。立坑櫓は送気ルートとしても使用され、隣接して排気立坑が昭和49年に掘られており1600KWの排気装置が設置されていた。幌内立坑櫓は3-4-5-6片の坑道に接続しており、排気立抗は4-5-7片の坑道に接続されていた。そのほかにも標高127mの布引にも布引立坑があったが、こちらは地下164mまでの浅い坑道にしか接続していなかった。布引には600KWの排気装置が設置された。

## 歴史
開拓使の黒田清隆開拓次官は殖産興業のため海外からお雇い外国人を招き、政策の助言と技術の伝習を行わせた。その中の一人である米国人技師ホーレス・ケプロンによって資源調査を行い石炭層を発見、幌内川（三笠幌内川）上流の炭田（後の幌内炭鉱）が埋蔵量が多く、有望であると判明した。そこで、改めてアメリカ人技師ベンジャミン・スミス・ライマンを招いて、炭田の開発計画を立案させることとなった。1878年（明治11年）、事務長に山内堤雲、事務副長に松本荘一郎、平井晴二郎が就任して開発が本格化、採炭から輸送に至るまで機械化が進められた、日本の近代炭鉱の先駆け的存在。
- 1879年（明治12年） - 官営の炭鉱として開山。最初の坑道となる「大坑道」と称する基幹的な坑道が開削される（のちに「音羽坑」と呼ばれるようになる）[2]。
- 1882年（明治15年） - 官営幌内鉄道全通開通（後の幌内線）[2][1]。当時の日本で最長の路線であった[1]。
- 1889年（明治22年） - 北炭が幌内炭礦と幌内鉄道の払い下げを受け民営化
- 1896年（明治29年） - 音羽坑を排気坑に転用[2]
- 1917年（大正6年） - 布引立坑が完成（1967年まで主力坑口として利用）[2]
- 1941年（昭和16年） - 常磐坑を開削[2]
- 1952年（昭和27年） - 常盤坑をベルト斜坑に転換[2]
- 1967年（昭和42年） - 立坑（入気立坑、SL-720m）を稼働[2]
- 1974年（昭和49年） - 立坑を追削（SL-860m）[2]
- 1975年（昭和50年）11月27日 - ガス突出事故
- 1982年（昭和57年） - 立坑を追削（SL-1,000m）[2]
- 1987年（昭和62年）7月12日 - JR幌内線廃止[5]
- 1989年（平成元年）9月29日 - 閉山[6]

## 1975年のガス突出事故
1975年11月27日午前2時5分、地下1000mにある最深部の7片坑道にてガス突出事故があり、10分後の2時15分にガス爆発が起きた。同日9時55分に救助隊が片坑道まで降りたものの、火災や崩落のために災害現場に接近することが出来なかった。布引排気斜坑の換気装置は全開で運転されたが、坑道は煙が充満しガス爆発も断続的に続いており、救助活動は不可能であった。行方不明者は13名であった。二次災害の危険が高かったために救助班は撤退した。家族の了承を得て11月30日17時51分より鎮火目的で坑道への注水を開始した。12月1日までに2万4810トンの注水が実施され、7片水平坑道を水没された。12月2日15時30分、注水後の調査のために調査隊が入坑したところ、地下860mの5片坑道付近で火災が継続しており、深部ではガス爆発が継続していることが分かった。12月3日より2回目の注水が開始。12月10日までに、6片坑道を水没させた。5片坑道については、坑道内での消火活動にて鎮火する方針であったが、それも危険であることが分かった。12月12日から翌年の1976年1月10日までかけて3回目の注水を実施、4片坑道（地下790m）まで水没させた。崩落した坑道を回避して別の坑道から消火活動を行おうとしたが、火災は坑道全体に波及しており、2月27日から3月27日までかけて4回目の注水を実施し、2片坑道（地下650m）まで水没させた。総注水量は408万トンにもなった。1977年になって坑内に残された遺体の探索が開始され、6月1日から7月3日にかけて13人全員の遺体が回収された。事故により主力坑道の全てを失ったが、その後水没した坑道を整備して操業を再開した。1989年閉山。

## 遺構等
- 閉山後、安全性などの問題から多くの構造物が基礎を残して取り壊され、往時を偲ぶものは変電所や基礎、幌内神社（幌内本沢町、1880年鎮座）、炭鉱住宅群など僅かである。2004年（平成16年）夏に排気立坑櫓が解体撤去された。同年、立坑櫓横にあった巻揚げ機室も撤去された。立坑櫓後方にはズリ山が残る。幌内炭鉱があった場所は現在は工業団地となっている。
- 2004年から炭鉱施設跡地・遺構・景観を歴史的遺産として保存するため、「みかさ炭鉱の記憶再生塾」により炭鉱施設跡を整備した景観公園「幌内炭鉱自然公園」の整備が進められている。公園内には音羽坑・常磐坑・坑内神社・幌内神社・選炭場などの遺構が残されている。
- 幌内神社は炭鉱閉山後氏子が激減し、宮司も峯延神社（美唄市）に転出。無人社となった。神霊も峯延神社に遷され、祭祀も同社で挙行されることになった。祭器類は峯延神社内の祭器庫に移されたほか、榎本武揚筆の社号額（1882年5月奉納、三笠市指定文化財）は三笠市立博物館の所蔵となった。その後は峯延神社宮司の兼務社として境内・建物は管理されたが、廃墟化は避けられず、灯籠・手水舎は倒壊。拝殿の老朽化も著しく進行し、2006年には境内の清掃を行っていた「みかさ炭鉱の記憶再生塾」や地元住民などが拝殿屋根を修理したものの、2008年3月、雪害により拝殿が全壊。鳥居と狛犬を残して往時の建物はすべて失われた。2010年9月、拝殿跡に「幌内神社の碑」が建てられた。拝殿跡の基礎部分は保存されている。峯延神社に合祀はされておらず、神社としては名目上存続しているが、倒壊した建物の残骸が残るなど事実上神社の跡地となっている。
- 炭鉱全盛時代は100軒を超える店舗があったという幌内商店街（幌内町1丁目）は炭鉱閉山後大半の商店が廃業。住民の多くは転出した。既に「商店街」ではなくなっているが、2016年現在、金物店が1軒営業している。かつての商店の建物の多くは撤去されている。廃屋として残っているものもあるが、管理されないまま倒壊に至り、残骸がそのままになっている例もある。
- 閉山後は、建設残土や産業廃棄物の処分場として2005年頃まで使用された[7]。その後、2008年3月には旧坑内からの炭じん噴出・地表陥没事故が発生している[7]。炭鉱施設跡地周辺には私有地が広がっているほか、クマの出没も見受けられるため、不用意な立ち入りができない状態となっている。
- TBS系番組「サバイバー」の2ndシリーズの舞台として使われた（通称：サバイバーパーク）。

## 幌内地区の町丁
- 幌内町1丁目
- 幌内町2丁目
- 幌内町3丁目
- 幌内春日町
- 幌内金谷町
- 幌内新栄町
- 幌内住吉町
- 幌内初音町
- 幌内北星町
- 幌内月光町
- 幌内中央町
- 幌内末広町
- 幌内奔幌内町
- 幌内本沢町

2016年現在の幌内地区の人口は約500人。幌内月光町・幌内中央町・幌内末広町・幌内奔幌内町・幌内本沢町は消滅集落となっており居住者はいない。用途地域の指定も廃止されている。これらの町丁については住居表示も廃止されており、郵便番号も設定されていない。道路も廃道となっており、植物に覆われて森に戻った地区もある。